# Hyllos
Hyllos (altgriechisch Ὕλλος Hýllos, lateinisch Hyllus) ist der älteste Sohn von Herakles und Deianeira, nach einer Version auch Sohn der Melite.
Hyllos ist einer der Herakliden. Er ist verheiratet mit Iole und hatte mit dieser den Sohn Kleiodaios. Die Amme Abia zog ihn auf. Eurystheus, der nach dem Tod von Herakles immer noch auf Rache aus war, verfolgte die Herakliden. Unter diesen war auch Hyllos. Zuerst flohen diese zum König Keyx nach Trachis, danach nach Athen. Da die Herakliden die Peloponnes wieder zurückerobern wollten, kam es zum Kampf, wobei Hyllos den Eurystheus tötete. Bei einem Zweikampf mit Echemos starb Hyllos. Er wurde in Megara begraben.